# Billroda
Billroda ist ein Ortsteil der Gemeinde Finne im Burgenlandkreis in Sachsen-Anhalt.

## Lage
Billroda befindet sich direkt an der Landesgrenze zum Freistaat Thüringen an der Bundesstraße 176 zwischen Sömmerda und Naumburg. Durch den Ort fließt die Lossa. Die nördlich vorbeiführende Finnebahn Laucha–Kölleda, an der Billroda einen Haltepunkt besaß, ist nicht mehr in Betrieb.

## Geschichte
Die Ersterwähnung von Billroda geht auf eine Urkunde des Erzbischofs Friedrich von Magdeburg zurück. Darin wird die Verleihung von vier Hufen an den Altar der Heiligen Justus und Clemens in der Stiftskirche zu Bibra durch den Edlen Friedrich von Bilrieth bestätigt. Diese Urkunde wird im Sächsischen Hauptstaatsarchiv in Dresden verwahrt. Im Urkundenbuch des Erzstifts Magdeburg von George Adalbert von Mülverstedt wird der 30. Mai 1148 angegeben. Es wird davon ausgegangen, dass es dementsprechend auch einen Ort mit diesem Namen gab. Wissenschaftlich gesichert ist es jedoch nicht, dass die Ableitung seines Namens von diesem Ortsnamen stammt.
Bis 1815 gehörte Billroda zum kursächsischen Amt Eckartsberga im niederen Distrikt des Thüringer Kreises, später zum preußischen Kreis Eckartsberga (ab 1950 Landkreis Kölleda) mit Sitz in Kölleda.
Während der Zeit des Nationalsozialismus wurde ein riesiges Holzkreuz zur Erinnerung an den nationalistischen „Märtyrer“ Albert Leo Schlageter errichtet und drei Silberpappeln wurden gepflanzt. 
Am 1. Juli 1950 wurde die bis dahin selbständige Gemeinde Tauhardt nach Billroda eingemeindet. Am 1. Januar 1960 wurde der bisherige Rastenberger Ortsteil „Gewerkschaft“ aus dem Landkreis Sömmerda (Bezirk Erfurt) nach Billroda umgegliedert. Am 1. Juli 2009 fusionierte Billroda mit Lossa zur neuen Gemeinde Finne. Der letzte Bürgermeister war Karl-Otto Friedrich.

### Wüstung Kalthausen
Es wird davon ausgegangen, dass während des Dreißigjährigen Krieges Ansiedlungen durch Seuchen, wie Pest und Cholera ausstarben. So gibt der Name Wüstung Kalthausen, unterhalb der  Windmühle gelegen, einen Hinweis auf solch einen Vorgang. Die im Tauhardtschen Wald liegenden Riesengräber weisen darauf hin, dass dort die von der Seuche hingerafften Menschen begraben wurden.

## Die Kirche

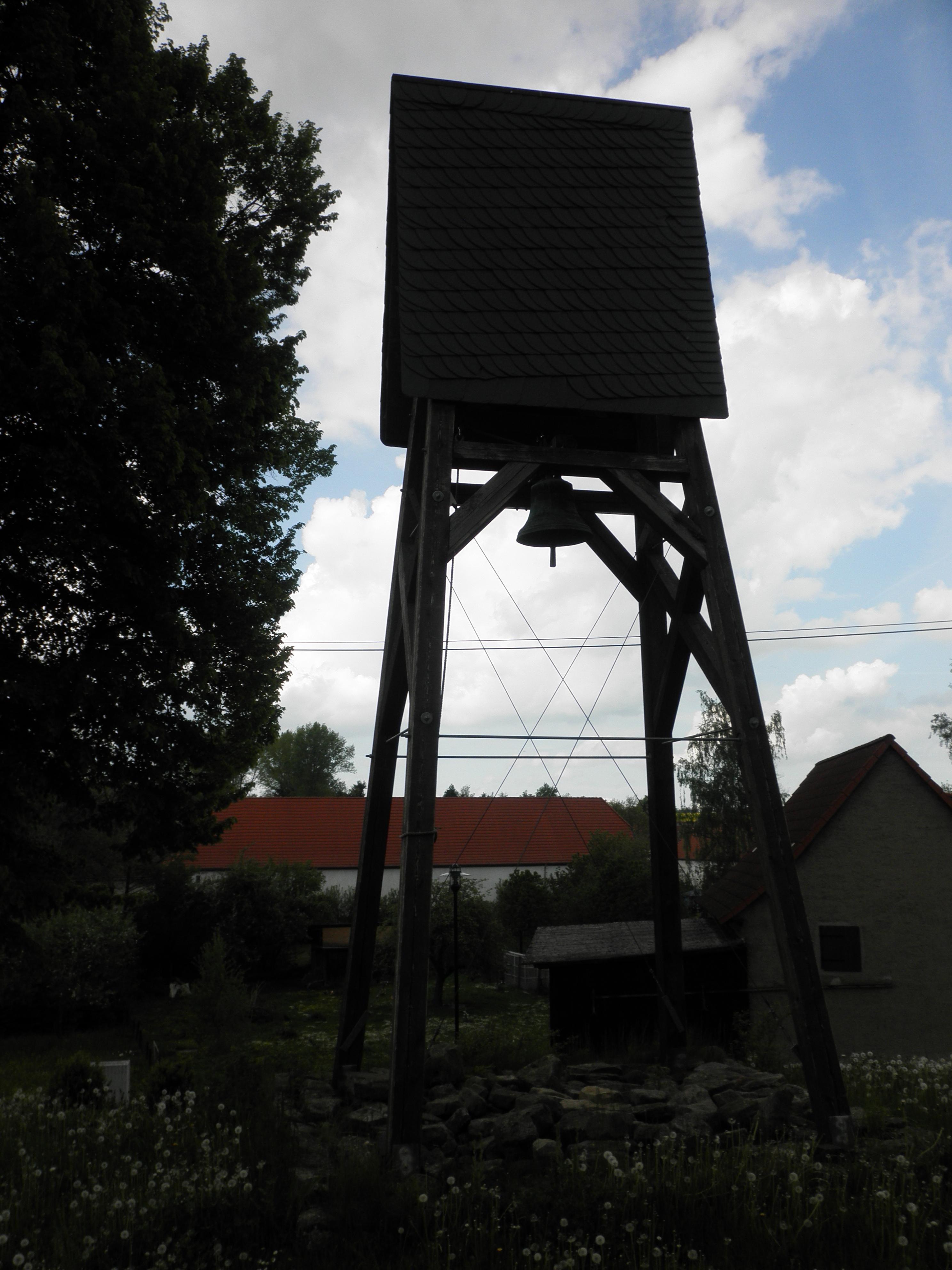
Glocke der 1988 abgerissenen Kirche in Billroda

Die Dorfkirche wurde 1988 wegen ihres desolaten Zustandes abgerissen. Sie war dem heiligen Martin geweiht. Ihre Lage am Bergeshang deutet mit dem Weihenamen zusammen auf eine sehr alte Gründung. Man vermutet, dass sie im 15. Jahrhundert erbaut wurde. Vielleicht war sie sogar die erste und älteste Kapelle für die weitere Umgebung. Billroda gehörte in alter Zeit als Filiale zu Rastenberg, so auch noch 1555. Um den Ort dem Einflusse der Reformation unter der kurfürstlichen Mater zu entziehen, trennte Herzog Georg den Ort von der Pfarrkirche und machte ihn zu einer selbständigen Pfarrei. Aber im Jahre 1540 wurde Billroda mit Schafau zusammen von einem Pfarrer versorgt. Sollte es dem Pfarrer nicht gelegen sein, so sollte Billroda zu Tauhardt kommen. Es wurde allerdings zu Rothenberga gelegt.
So manches Gotteshaus wurde im Dreißigjährigen Krieg zerstört, so wahrscheinlich auch diese Kirche. Deswegen vermutet man, dass die Kirche neu erbaut wurde bzw. dass man sie umgebaut hat. Zeitzeuge dieser Behauptung ist der Baustil der Kirche in Form eines lang gestreckten Rechtecks, ohne jeden bildnerischen Schmuck nach außen, mit viereckig gefügten Tür- und Fensteröffnungen, bei denen ein schließender Rundbogen schon eine Seltenheit ist, der Turm mit der bekannten Haube in Glocken- oder Zwiebelform, am liebsten mit zweiteiligem, durch eine Öffnung durchbrochenem Aufsatz, der Turm oft genug an falscher Stelle nach Osten angebaut, so stellen sich diese ,stillosen‘ Kirchen vor. Zu allen Zeiten haben die Menschen an ihren Kirchen gebaut, um sie den Gegebenheiten anzupassen, um sie zu erhalten und um sie zu verschönern.
In der Zeit der DDR verfiel die Kirche zusehends. Das bunte Fenster mit der alten Glasmalerei verschwand, und die Orgel hat irgendwer entsorgt. Nach dem Zusammenbruch der DDR wurde ein Holzgestell errichtet, in dem die alte Glocke hängt und geläutet wird. Im Jahre 2006 hat die evangelische Kirchengemeinde das alte Altarkreuz mit dem gekreuzigten Jesus zurückerhalten. Es steht nun im Kirchengemeinderaum und steht den Gottesdienstbesuchern vor Augen.

## Der Kalischacht
Aus dem ärmlichen Bauerndorf wurde Anfang des 20. Jahrhunderts durch die Erschließung des Kalischachts „Gewerkschaft Rastenberg“ eine wohlhabende, lebendige Gemeinde. Handwerker und Arbeiter dominierten das Dorfleben. In der Rastenberger Flur (Großherzogtum Sachsen-Weimar-Eisenach) entstanden vier moderne Wohnhäuser, versorgt mit Wasser und Strom. In unmittelbarer Nähe der Schächte wurden Baracken für die Arbeiter errichtet. Die neue Gemeindeschenke war nun Mittelpunkt für ein reiches Vereinsleben. Am 24. Januar 1910 wurde die Produktion der Kalisalze aufgenommen.
Der Schacht hatte eine Tiefe von ca. 660 Metern. Als neues Wahrzeichen ragte der 32 Meter hohe Wasserturm in den Himmel. Nach dem Ersten Weltkrieg war die Zeit des Kalisyndikats aufgrund der ausländischen Konkurrenten zu Ende. Anfang der 1920er Jahre wurde der Schacht geschlossen.

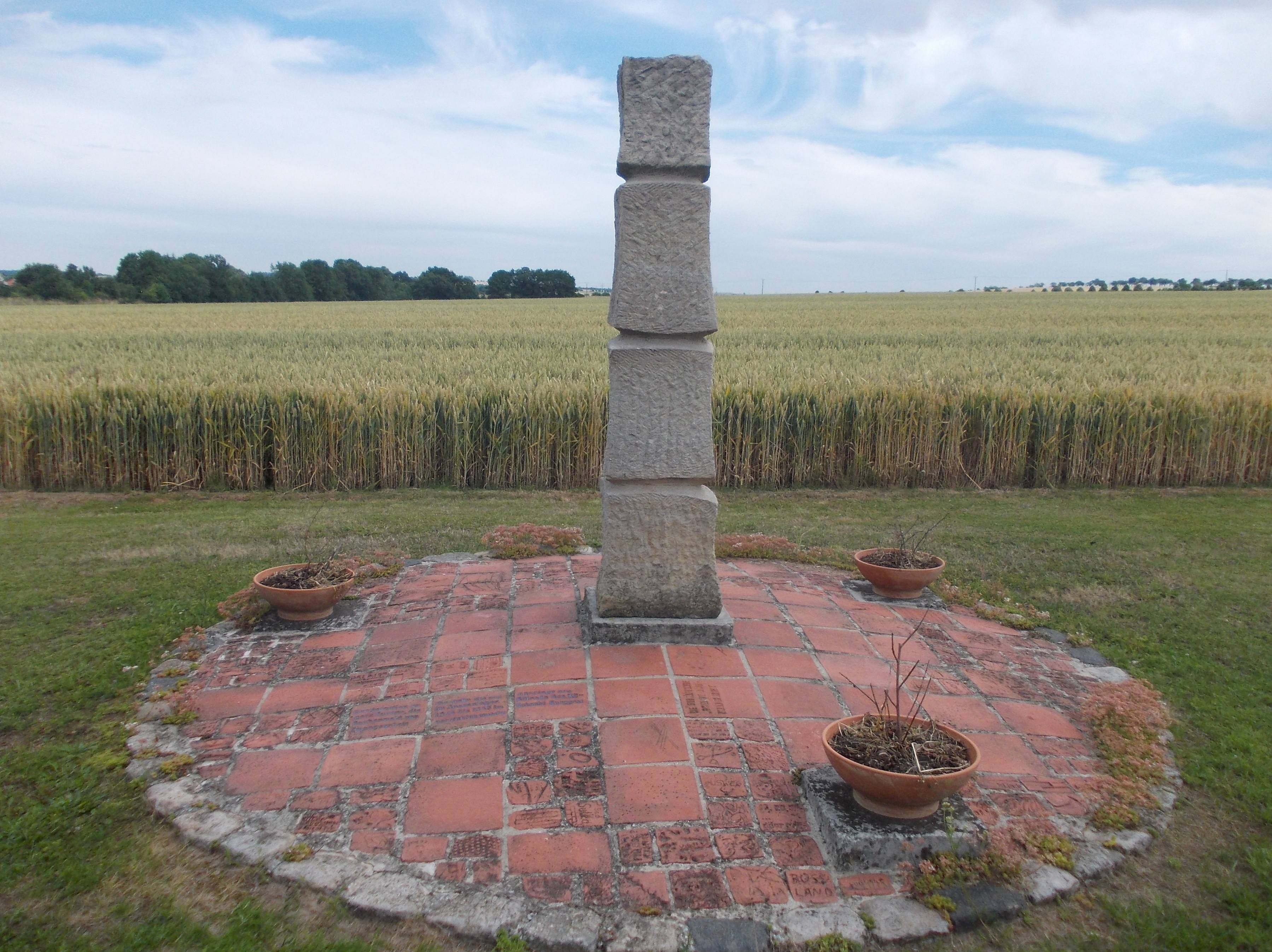
Denkmal Schacht Burggraf

Die Schächte Burggraf und Bernsdorf am Ortsrand zu Kahlwinkel wurden 1921 stillgelegt. Im Zweiten Weltkrieg wurde der Schacht Burggraf als Lager für das Heereszeugamt Naumburg genutzt. Ab November 1944 entstand hier das SS-Außenkommando Billroda des KZ Buchenwald, in dem bis zu 500 Häftlinge Zwangsarbeit unter und über Tage verrichten mussten. Diese wurden u. a. zur Verlagerung der Produktion der Gustloff-Werke Weimar in die Salzstöcke eingesetzt (Gustloff-Werke III Billroda). Anfang April wurde das Lager geräumt, die Häftlinge wurden in einem Fußmarsch zurück ins Hauptlager nach Buchenwald geführt. Bei diesem Marsch kam es zu einem alliierten Flugzeugangriff, bei dem Bewacher und auch einige Häftlinge zu Tode kamen. Nach Kriegsende kam es beim Plündern untertage zu einem Brand mit mehreren Toten. Zwei an Rauchgasvergiftung gestorbene Letten wurden auf dem Friedhof in Billroda begraben. Zu DDR-Zeiten wurde deren Grab als Grabstätte von KZ-Häftlingen geehrt, wobei nicht geklärt ist, ob es sich um ehemalige Häftlinge, Zwangsarbeiter oder gar Aufseher des Lagers handelte. 2006 wurde von der Interessengemeinschaft "Schacht Burggraf" nahe der ehemaligen Schachtanlage eine Gedenkstätte für die Häftlinge des Lagers errichtet und eingeweiht, welche der Bildhauer Peter Fiedler gemeinsam mit Schülern des Landesgymnasiums Schulpforte gestaltete. Die ehemalige Schachtanlage dient heute als unterirdische Gaskaverne (Speicher für Erdgas) der Firma Verbundnetz Gas AG.

## Sohn der Gemeinde
- Johann Samuel Rosenheyn (1777–1844), evangelischer Theologe und Gymnasiallehrer in West- und Ostpreußen